# Feito a Mão
Feito a Mão é o primeiro EP e projeto solo do cantor brasileiro Fábio Sampaio, lançado pela gravadora Sony Music Brasil em julho de 2016.
Com a proposta de se fazer um disco acústico, orgânico e de produção lo-fi, Fábio Sampaio fez uma espécie de trilogia com as músicas autorais "Balada de um Andarilho", "Eu..." e "Mais um Motivo". "Não Tenhas Sobre Ti" entrou como faixa-bônus, por se tratar de uma regravação, conhecida pelo Grupo Logos e Milad.
Em entrevista, Fábio disse sobre a obra: "O projeto “Feito a mão” nasceu de uma necessidade natural de utilizar canções que por diversos motivos, não encontraram espaço na estética da Tanlan. Então, o caminho acabou sendo o projeto solo".

## Faixas
1. "Balada de um Andarilho" (Fábio Sampaio)
2. "Eu..." (Fábio Sampaio)
3. "Mais um Motivo" (Fábio Sampaio)
4. "Não Tenhas Sobre Ti" (Josué Rodrigues de Oliveira e Jefferson Ferreira França Júnior)